# Сендзишув-Малопольски (гмина)
Сендзишув-Малопольски (пол. Sędziszów Małopolski) — городско-сельская гмина (волость) в Польше, входит как административная единица в Ропчицко-Сендзишувский повет, Подкарпатское воеводство. Население — 22 588 человек (на 2005 год).

## Демография
| Перепись                       | Всего   | Всего | Женщины | Женщины | Мужчины | Мужчины |
| ------------------------------ | ------- | ----- | ------- | ------- | ------- | ------- |
| Единицы                        | человек | %     | человек | %       | человек | %       |
| Население                      | 22 588  | 100   | 11 520  | 51      | 11 068  | 49      |
| Плотность населения (чел./км²) | 146,4   | 146,4 | 74,7    | 74,7    | 71,7    | 71,7    |

## Поселения
1. Бендземысль
2. Боречек
3. Борек-Вельки
4. Церпиш
5. Чарна-Сендзишовска
6. Гура-Ропчицка
7. Кавенчин-Сендзишовски
8. Кленчаны
9. Кшива
10. Руда
11. Шкодна
12. Волица-Лугова
13. Волица-Пяскова
14. Загожице

## Соседние гмины
1. Гмина Ивежице
2. Гмина Кольбушова
3. Гмина Нивиска
4. Гмина Острув
5. Гмина Ропчице
6. Гмина Свильча
7. Гмина Велёполе-Скшиньске